# هبستر

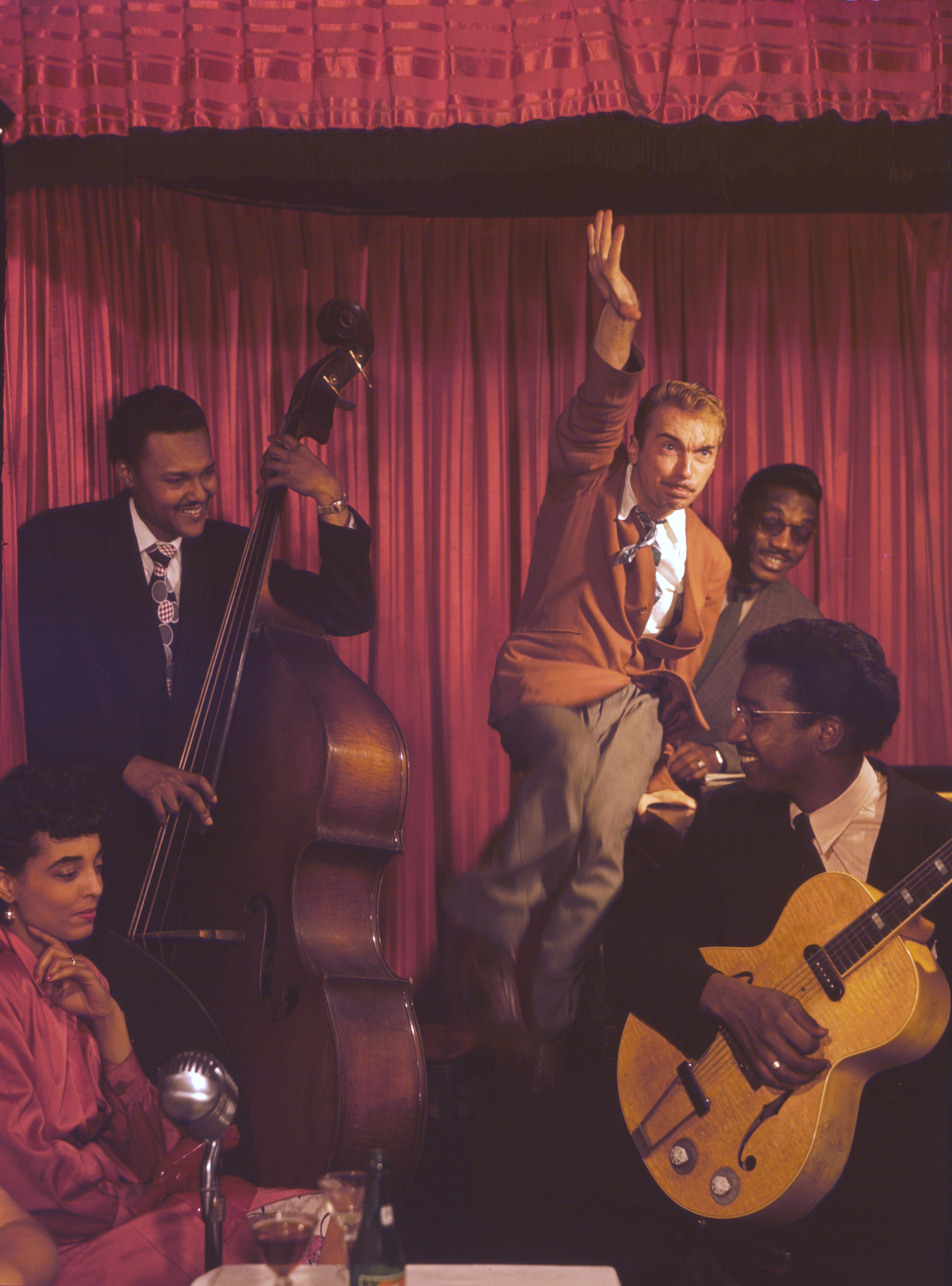
الفنان هاري جيبسون صاغ مصطلح هبستر في الأربعينات

هيبستر هو تعبير جديد ولد في الأربعينات في الولايات المتحدة لوصف محبو الجاز وخصوصا البيبوب. 
ويتعلق الامر بشباب من الطبقة الوسطى، وعادة لون بشرتهم بيضاء، والذين يحتذون بأسلوب حياة عازفي موسيقى الجاز الأميركيين من اصل أفريقي. «هيبستر»، وهي كلمة تشير إلي مظهر هيبي معاصر، يتميز به جمهور الفنانين في المدن الكبري.
بين المتدينون كلمة "هيبستر، تشير إلى "الشباب المثقّفون، الذين يهتمّون بالفنون والموسيقى، ويساهمون في إنتاجها... ويسعى هؤلاء الأشخاص إلى إبراز اختلافهم، ذوقهم، وفرادتهم، التي تظهر أوّلًا في شكلهم".
فرانك تيرو، في كتابه جاز: تاريخ (1977)، يعرف أالهبستر بهذه الطريقة

"اما بالنسبة للهبستر، كان تشارلي باركر النموذج المرجعي. "الهيبستر هو رجل خفي، غير أخلاقي، فوضوي، مهذبا وحضاري بما يكفي ليكون منحط. هو دائما عشر خطوات امام الآخرين بفضل ضميره. يعرف نفاق البيروقراطية والكراهية الضمنية في الأديان، ولذلك ماذا يبقى له من القيم لعبور الوجود دون ألم، السيطرة على عواطفه واظهار اللامبالاة؟ انه يبحث عن شيء يفوق كل هذا الهراء، ويجده في موسيقى الجاز."